# Далибор Стевић
Далибор Стевић (Лопаре, 29. јун 1971) декан је Педагошког факултета Универзитета у Источном Сарајеву.

## Образовање
- Доктор наука: Утицај различитих програмских садржаја обуке одбојкашке технике на антрополошке карактеристике и ситуационо–моторичку прецизност ученика средњег школског узраста, Факултет физичке културе Пале Универзитета у Источном Сарајеву (2006).
- Магистар: Морфолошке, моторичке и социолошке карактеристике ученика млађег школског узраста, Факултет физичке културе Универзитета у Новом Саду (2003).[2]
- Професор физичког васпитања и дипломирани тренер одбојке: Факултет физичке културе Универзитета у Новом Саду (1998).[1]